# VICE
Un emulador VIC o VICE (siglas en inglés de VersatIle Commodore Emulator) es un programa informático que emula a la gama de ordenadores Commodore de 8 bits.

## Descripción
Los ordenadores emulados son: Toda la gama de Commodore pet (menos el Superpet 9000), el Commodore VIC-20, el Commodore 64, el Commodore 128, así como la unidad de grabación de datos (Datassette) y las unidades de almacenamiento Commodore 1541 y Commodore 1571, joysticks y expansiones.
El programa se distribuye bajo la licencia GNU GPL y funciona en Unix, Linux, MS-DOS, Win32, Acorn RISC OS y BeOS.